# Pulmonary Pharmacology & Therapeutics
Pulmonary Pharmacology & Therapeutics, abgekürzt Pulm. Pharmacol. Ther., ist eine wissenschaftliche Fachzeitschrift, die vom Elsevier-Verlag veröffentlicht wird. Die Zeitschrift wurde 1988 unter dem Namen Pulmonary Pharmacology gegründet, der im Jahr 1997 auf den derzeitigen Namen erweitert wurde. Sie erscheint mit sechs Ausgaben im Jahr. Es werden Arbeiten veröffentlicht, die sich mit der Pharmakologie der Lunge beschäftigen.
Der Impact Factor lag im Jahr 2014 bei 2,937. Nach der Statistik des ISI Web of Knowledge wird das Journal mit diesem Impact Factor in der Kategorie Pharmakologie und Pharmazie an 87. Stelle von 254 Zeitschriften und in der Kategorie Atemwegssystem an 20. Stelle von 57 Zeitschriften geführt.